# Октошејп
Октошејп (Octoshape) је peer-to-peer (P2P, „вршњак вршњаку") сервер и клијент за пренос медија директним током ("стриминг") који користи технологију „вршњак вршњаку“ решетке како би свео на минимум пропусну моћ коју емитер користи за емитовање материјала директним током.

## Како ради Октошејп
Октошејп се може користити за симултани пренос директним током аудио (Ог Ворбис, MP3, WMA) и/или видео садржаја (MPEG-4, VP3, WMV и други кодеци), или било код другог директног тока података, путем интернета. Октошејп користи пропусну моћ дистрибуирану преко вршњак-вршњаку решетке, како би свео на минимум оптерећење пропусне моћи емитера. Намера је да сваки прималац емитује даље, ка неколико других чворова у решетки, део или цео директни ток који скидају. Ствараоци Октошејпа се надају да ће звук и видео настављати са репродукцијом без прекида када се неки од вршњака у решетки одјаве.

## Карактеристике
Намера је да начин на који је Октошејп направљен пружи следеће погодности над конвенционалном технологијом за емитовање директним током:
- Омогућити симултаним емитерима, посебно малим или независним, да емитују своје токове без потребе за великом пропусном моћи, смањујући тако своје трошкове.
- Омогућити (теоретски) бесконачан број прималаца све док има довољно преносника (relay).
- Када се изгуби конкретан преносник, вршњаци који су испод њега у решетки не би требало да изгубе своју везу са током и требало би да наставе са репродукцијом без прекида.

## Ограничења
- Октошејп је софтвер затвореног кода.
- Пошто се машине корисника употребљавају као сервери, употреба Октошејпа може донети кориснику додатне трошкове приступа Мрежи, као што је случај и са сваком другом P2P технологијом.
- Корисници морају прихватити да Октошејп користи њихове машине на начине који они можда не разумеју у потпуности, и морају водити рачуна о томе да ли су серверска својства Октошејпа дозвољена уговором о приступу са њиховим добављачем Интернет услуга.

## Доступност
Октошејп је имплементиран махом у Јави.
Microsoft Windows верзија Октошејпа је тренутно доступна као објављени производ, и користи је један број већих јавних емитера. Европска унија за радиодифузију користи од 2006. године Октошејп за пренос Песме Евровизије директним видеотоком преко Интернета, а за живо емитовање програма користе је, између осталих, и национални емитери Шпаније и Словеније, као и Дојче веле.
Доступне су и бета верзије Октошејпа за Линукс и Мекинтош системе.